# Bondon
Le bondon est un fromage originaire du Pays de Bray, en Normandie.
C’est un fromage à base de lait de vache à pâte molle, non pressée, non cuite et fondante, à la croûte rougeâtre, de 45 % de matières grasses, d’un poids moyen de 200 grammes, qui se présente sous forme d’un cylindre de 4 à 6 cm de diamètre et 6 à 8 cm d’épaisseur, au goût fruité et salé.
Fromage produit depuis le XIXe.